# 이시이 다케히로
이시이 다케히로(일본어: 石井 丈裕, 1964년 10월 25일 ~ )는 일본의 전 프로 야구 선수이자 야구 지도자이며 현재 사이타마 세이부 라이온스의 1군 투수 코치이다.

## 인물

### 프로 입단 전
도쿄도 오타구에서 자영업을 하는 집안에 태어났다. 위로 누나 둘이 있고 3남매 중에 막내였다. 오타 구립 하네다 중학교 시절 도중에 취임한 야구부 고문이 연습 지도를 해주지 않아 야구 의욕이 꺾이는 바람에 탈퇴했다고 한다. 그 후, 주위의 권유로 ‘오타 샤크보이즈’에서 경식야구를 시작했고 중학교 1년 선배로는 야스다 다다오가 있다. 와세다 실업고등학교 시절엔 구속은 빠르기는 했지만 커브도 못 던지고 툭하면 부상을 당하곤 해서 동기인 아라키 다이스케의 대기 투수로 뛰어야만 했다. 3학년 여름에 열린 제64회 전국 고등학교 야구 선수권 대회에서 준준결승전 상대인 이케다 고등학교전에 등판했지만 미즈노 가쓰히토에게 만루 홈런을 내주고 패했다.
고교 졸업 후 호세이 대학에 진학하여 한 학년 위인 니시카와 요시아키나 동기인 이노마타 다카시가 팀의 에이스를 맡았기에 한참 늦은 3학년 가을에야 결국 도쿄 6대학 리그전에 첫 등판 기회를 얻었다. 4학년이 되면서 두각을 나타내기 시작해 1986년 춘계 리그전에서는 3승을 기록하여 베스트 나인에 선정됐다. 또, 학생을 주체로 한 그 해에 개최된 하를럼 베이스볼 위크의 일본 대표로 발탁돼 이를 계기로 순수하게 힘으로 승부할 수 있는 국제 경기의 매력에 흠뻑 빠졌다고 한다. 도쿄 6대학 리그전 통산 성적은 8승 4패였다.
대학 졸업 후에는 사회인 야구팀인 프린스 호텔에 입단해 최고 구속 149 km/h를 기록하는 등 뚜렷한 성과를 나타냈다. 1988년에는 제59회 도시 대항 야구 대회의 도쿄 도 예선 1차전에서 타구를 맞는 바람에 1.2였던 오른쪽 눈의 시력이 한때는 0.1까지 심하게 떨어졌음에도 불구하고 그 해 서울 올림픽 야구 일본 국가대표 선수로 발탁됐다.
올림픽에 앞서 열린 IBAF 월드컵에서 끈기 있는 투구로 합계 32개의 탈삼진을 기록했는데 이 대회에서 와타나베 도미오가 팔꿈치 부상을 당한 것이 작용해서 서울 올림픽에서는 시오자키 데쓰야나 노모 히데오와 함께 로테이션의 한 축을 담당했다. 예선 리그 첫 경기인 푸에르토리코전에서 완투 승리를 거두는가 하면 이어진 중화민국전에서는 동점인 상태에서 맞이한 9회초부터 5이닝을 4안타 무실점으로 막아내며 팀을 승리로 이끌었다. 준결승전인 대한민국전과 결승전인 미국전에도 선발 등판했지만 결승전에서 4회에 4번 타자 티노 마르티네스에게 2점 홈런을 맞고 패전 투수가 됐다. 대회 통산 23.2이닝을 던져 팀내 1위를 기록한 것을 비롯해 12탈삼진, 평균 자책점 1.14의 성적을 남겼다.
아직 사회에 충분히 공헌하지 못했다면서 그 해의 드래프트 회의를 앞두고 프로 입단을 거부하겠다는 입장을 밝혔지만 세이부 라이온스가 2순위로 지명을 강행했다. 소속된 프린스 호텔이 세이부 계열이라는 이유에서 일부에선 밀약설도 나돌았다. 그러나 그 해에는 3·4번인 오가와 히로후미와 나카지마 데루시도 드래프트에 지명됐기 때문에 프린스 호텔의 이시야마 겐이치 감독이 이시이의 프로 입단에 난색을 표했다. 그 후 세이부의 스카우트인 부스지마 쇼이치가 나서서 이시이의 가족들을 설득한 끝에 최종적으로 입단이 결정됐다. 1순위로 지명된 와타나베 도미오와 동일하게 계약금 7,000만 엔, 연봉 840만 엔(모두 추정치)이라는 파격적인 조건이었다.

### 세이부 라이온스 시절

#### 입단 초기 ~ 1992년
프로 1년째인 1989년 스프링 캠프에서는 순조로운 성과를 보여 당시 구로다 마사히로 배터리 코치에게서 “작년 신인왕인 모리야마 료지와 맞먹는 활약이 가능하겠다”라는 높은 평가를 받았고 모리 마사아키 감독한테서도 개막 로테이션에 들어갈 수 있다고 기대를 얻었다. 또 야기사와 소로쿠 투수 코치는 자신이 아마추어 시절에 두 번째 선수였기 때문에 어깨를 혹사시키지 않았다는 점을 긍정적으로 평가했다.
시범 경기에서도 150 km/h에 가까운 빠른 공을 무기로 13과 1/3이닝까지 단 1실점만 내주는 호투를 선보여 개막 이후부터 1군에 합류했다. 개막 이후인 4월 29일에 열린 후쿠오카 다이에 호크스전에서 첫 세이브를 올렸지만 이어서 선발로 등판한 5월 4일의 오릭스 브레이브스전에서는 피안타 10개와 4실점으로 극도의 부진을 겪었다. 후반기에는 팀의 구원 투수를 맡아 최종적으로는 평균 자책점 4.33의 성적으로 시즌을 마쳤는데 서서히 대담함을 상실했고 변화구의 제구력이 나쁜 탓에 투구가 단조로워졌다고 한다. 또 프린스 호텔의 선배인 나카지마 데루시에게 몸에 맞는 볼을 던지는 바람에 골절시킨 것이 마음에 걸려 몸쪽 공격에 어려움을 겪게 됐다.
2년째의 1990년에는 스프링 캠프에서 고야마 마사아키 코치로부터 팜볼을 전수받아 느린 구종을 얻음으로써 투구의 폭이 크게 넓어졌다. 시즌 첫 선발 등판이 된 5월 12일의 다이에전에서는 2회 도중에 강판됐지만 불펜의 내용은 양호했기에 5일 후인 5월 17일의 롯데 오리온스전에 다시 선발로 나섰다. 오미야 다쓰오가 리드를 잘해준 덕도 있어서 첫 완봉승을 거두었고 다음 경기인 5월 25일에도 완투하여 승리 투수가 되는 등 선발 로테이션에 합류할 수 있었다. 7월까지 6승을 올리는 활약을 펼치면서 처음으로 올스타전에도 출전했다. 후반기에는 약간의 침체기가 있어 8승에 끝났지만 팀의 리그 우승에 기여했다. 같은 해 일본 시리즈에서는 세이부가 4연승이라는 압승을 거둬 우승했지만 투수를 6명 밖에 기용하지 않았던 탓도 있어 출전 기회는 없었다. 이듬해 1991년에는 오른쪽 등근육통 등에 시달려 시즌 성적은 7승에 그쳤지만 팀은 연패를 달성했다. 그 해 일본 시리즈에서는 6차전에서 궈타이위안의 뒤를 이어 등판해 4이닝을 무실점으로 막아내는 등 처음으로 일본 시리즈에서의 승리 투수가 됐다.
1992년 6월 28일에 열린 오릭스전에서는 안타 하나만 내주는 ‘준퍼펙트 게임’의 호투를 선보이는 등 선발의 일원으로서 활약하는 한편, 시즌 초반에는 가토리 요시타카나 시오자키와 더불어 견제 역할도 해내는 등 시즌 통산 15승 3패 3세이브, 평균 자책점 1.94의 성적으로 팀 우승의 원동력이 되어 사와무라 에이지상, MVP 등 수많은 타이틀을 석권했다. WHIP은 0.88을 기록했고 9월에는 4승 무패로 월간 MVP도 처음으로 수상했다. 그 해에 약진을 보인 요인으로 작년 시즌 종료 후에 이토 쓰토무의 권유로 시작한 멘탈 트레이닝 이나 놀런 라이언의 《피칭 바이블》을 읽고 정신적으로 성장한 것이 꼽힌다. 정규 시즌 우승 결정전에서는 7점을 내주면서 4와 2/3이닝으로 강판당한 탓에 야쿠르트 스왈로스와의 일본 시리즈 1차전 선발에서 제외됐다. 이시이 자신은 볼넷이 적으니까 일본 시리즈 때 중간 계투로는 기용될 수도 있겠다는 생각을 갖고 있었다고 하였지만 모리 감독은 7차전까지 승부가 엎치락뒤치락할 경우를 상정해서 이시이를 최종전 선발 투수로 낙점했다고 한다. 이를 역으로 계산해 선발로 기용된 3차전에서 1실점을 기록하여 완투 승리를 거두었다. 더욱이 7차전에서는 0대 1 상황에서 맞이한 7회초에 오카바야시 요이치한테서 우중간으로 날아가는 동점 적시타를 뽑아내 경기를 연장전으로 이끌었고, 10이닝 동안 155개의 공을 던져 완투 승리를 거둔 것과 동시에 팀도 일본 시리즈 우승을 달성하면서 이시이 자신도 일본 시리즈 MVP에 선정됐다.

#### 1993년 ~ 1997년
1993년에는 시즌 초반부터 완전히 선발 투수로 기용돼 궈타이위안의 부상과 와타나베 히사노부의 부진이 이어지는 와중에 구도 기미야스와 함께 시즌 내내 안정된 경기를 선보이면서 4차례의 완봉을 포함한 12승을 기록하여 팀의 우승에 기여했다. 일본 시리즈 4차전에서 선발로 나섰지만 1실점을 내주고 4회에서 강판돼 패전 투수가 됐다.
1994년에는 6승에 머물렀지만 시즌 종반에는 궈타이위안과 함께 중간 계투로 돌아서 팀의 11연승을 이끌었고 9월에는 1승 무패 4세이브, 평균 자책점 1.20의 호투를 보여 월간 MVP에 선정되었다. 시즌 종반 이시이의 활약에 힘입어 팀은 5연패를 달성했다. 일본 시리즈에서도 구원 투수 역할을 맡았는데 3차전에서는 패전 투수가 됐지만 4차전에서는 9회 도중부터 연장 12회까지 공을 던져 승리 투수가 됐다. 시즌 종료 후에는 3,200만 엔이 증가된 1억 1,000만 엔으로 계약을 갱신하여 연봉 1억 엔을 달성한 선수가 됐다.
1995년 4월에는 3차례의 완투를 포함한 4승을 올렸고 평균 자책점 0.79로 월간 MVP를 수상하는 등 순조로운 시작을 보였다. 그러나 7월 15일 닛폰햄 파이터스와의 경기 전 연습에서 왼쪽 장딴지에 근육 파열을 일으키는 바람에 그 해 올스타전에는 결장했고 이시이를 대신해서 궈타이위안이 출전했다. 이 부상의 영향과 허리 통증 때문에 2개월간 전력에서 제외돼 시즌 성적은 2년 만에 두 자릿수 승리를 거두긴 했으나 규정 투구 이닝에는 도달하지 못했다. 그 해에는 팀도 리그 우승을 놓쳤고 시즌 종료 후 계약 갱신을 거친 연봉은 9,800만 엔(추정)으로 1억 엔 이하로 떨어졌다. 이듬해 1996년 5월 2일의 닛폰햄전에서 강판한 직후 오른쪽 다리에 극심한 통증을 느껴 경과를 관찰하다가 7월 9일에 연골제거 수술을 받았다. 이로써 1996년 시즌에는 부상 때문에 악재가 겹쳐 프로 데뷔 후 처음으로 단 한 번도 승리 투수가 되지 못했다.
1997년 5월 24일의 닛폰햄전에서 2년 만에 승리를 거둬 야쿠르트와의 일본 시리즈에서도 선발 등판을 했지만 그 해 시즌 종료 후인 10월 29일에 니시자키 유키히로와의 맞트레이드 된다는 사실을 통보받으면서 나라하라 히로시와 함께 닛폰햄에 이적했다.

### 닛폰햄 파이터스 시절
닛폰햄 이적 첫 해인 1998년에는 2승 5패와 평균 자책점 6.22를 기록했고 이듬해인 1999년 시즌 종료 후 닛폰햄 구단으로부터 방출 통보를 받는 등 2년 간 1군과 2군에서 뚜렷한 결과를 남기지 못했다. 후쿠오카 다이에 호크스, 요코하마 베이스타스, 한신 타이거스의 입단 테스트를 받았으나 결과는 모두 불합격이었다. 더욱이 다른 팀의 테스트와 일정이 겹쳐져 테스트를 피한 지바 롯데 마린스는 테스트에서 베테랑 선수(고노 히로후미, 하타 신지, 모토니시 아쓰히로)들을 대량 채용했다. 《인간 해석 도큐멘트 ZONE》에서는 닛폰햄으로부터 방출 통보를 받고 나서 타이완을 거쳐갈 때까지 방송됐다. 전성기의 이미지와 현재와의 차이, 그리고 테스트를 앞두고 있었지만 부상의 영향도 있어서 체력 조절이 제대로 되지 못해 컨디션 조절을 도움 받았던 선수에게 분을 삭였던 일 등 힘들었던 시기의 과정들이 선명하게 그려지면서 방송됐다. 이 방송이 나간 이후에 반향을 불러 일으켜 이후 프로 야구에서의 전력외 선수에 관한 특집은 TBS의 프로 야구 오프 시즌의 간판 프로그램이 됐다. 현역 생활을 계속하고 싶다는 입장을 나타내며 예전 팀 동료인 와타나베 히사노부나 궈타이위안 등과 의논한 끝에 타이완 대연맹 소속 팀인 타이베이 타이양에 선수 겸임 코치로서 입단하기로 결정했다.

### 타이완 야구 시절과 현역 은퇴
2000년은 16승 5패, 평균 자책점 1.74라는 좋은 성적으로 팀의 리그 우승에 기여했고 최다승, 최우수 평균 자책점과 MVP 타이틀을 석권했다. 구속은 135 km/h 전후로 전성기에 비하면 다소 떨어졌지만 제구력의 우수함을 살린 투구를 선보였다. 이듬해 2001년에도 9승을 올렸지만 그 해를 마지막으로 현역에서 은퇴했다.

### 그 후
현역에서 은퇴한 이듬해 2002년에는 타이베이 청타이 타이양 감독을 맡았는데 팀 스태프는 자신을 포함해 6명뿐이었고, 타격 투수도 겸임했다. 타이완 야구 재편으로 리그가 없어짐에 따라 2003년에 KBO 리그 롯데 자이언츠 투수 코치를 1년 간 맡았으며 타이완 야구 시절(선수 감독 모두)에는 본인(이시이)에 앞서 세이부(당시 니시데츠) 선수가 될 뻔했던 재일동포 투수이자 본인(이시이)에 앞서 롯데 자이언츠 투수코치를 역임하기도 한 장명부의 주요 등번호였던 34번을 달았다.
2004년부터는 친정팀인 세이부에 복귀하여 2009년까지는 2군 투수·트레이닝 코치를 맡았고 2010년에는 구단 프런트에 들어갔다. 2011년에는 1군 투수 코치를 맡아 그 해를 마지막으로 퇴단했다. 2012년부터는 구단 프런트에 들어갔고 라이온스 아카데미 코치로서 유소년 등을 상대로 지도를 맡았고 2014년 시즌부터 세이부의 1군 투수 코치로 부임하여 다시 현장에 복귀했다.
한편, 롯데 자이언츠는 본인(이시이)에 앞서 1989년 8월 초 파견 형식을 통해 영입된 일본인 사토 마사오(한국명 사정부)를 정식 코치로 영입할 계획이었지만 이런저런 사정 때문에 좌절됐다.

## 플레이 스타일
스리쿼터에서 150 km/h 가까운 속구를 던지는 한편, 몸체가 흔들리지 않아 사회인 시절부터 제구력에는 정평이 나 있었다. 조용한 투구폼이 짐 파머 같다는 평가를 받았고 공을 오래 잡고 있어서 제구력이 좋았다는 평가도 있었다. 1992년에는 퍼시픽 리그에서 규정 투구 이닝에 도달한 투수로서는 가장 적은 28개의 볼넷을 기록했고 이듬해 1993년에는 191과 2/3이닝으로 투구 이닝이 증가한 반면 볼넷 개수는 늘어나지 않았다. 컨디션 호조 때에는 스트라이크 존에서 코스를 나눠 던지는 것도 가능했다고 한다.
아마추어 시절에는 속구와 바로 옆에서 구부러지는 슬라이더를 무기로 삼았는데 세이부에서 고야마 마사아키 코치로부터 팜볼을 익혀 투구의 폭이 크게 넓어졌다. 팜은 약손가락, 중지, 집게 손가락의 제2 관절보다 아래에서 공을 건드리면서 집게 손가락 하나로 공을 잡고 여기에 새끼 손가락을 살짝 얹는 듯한 쥐는 방법으로 던졌다. 주로 한가운데 조금 낮은 코스로 공을 던지고 있었지만, 손목을 고정하는데 팔꿈치나 어깨에 부담이 생겨 팔꿈치 고장으로 이어졌다고 한다. 팜은 1992년 시점에 구속이 120 km/h 정도였고 구속을 이보다 더 느리게 하여 완급을 늘리는 것을 목표로 삼았다고 한다.
타격의 경우 중학교 시절에는 기초를 익히지 않았고 고등학교에 들어와서는 대기 투수를 맡으면서 연습 시간이 없었다. 그 후 사회인 야구와 프로 야구에서도 지명타자제도가 도입되었기 때문에 거의 초보나 다름없는 수준이었다고 한다. 1992년 일본 시리즈 7차전에서는 프로 데뷔 후 처음으로 타석에 들어섰지만 이 경기에서 오카바야시 요이치로부터 적시타를 때려냈다.

## 상세 정보

### 출신 학교
- 와세다 실업고등학교
- 호세이 대학

### 선수 경력
사회인 시대
- 프린스 호텔

NPB
- 세이부 라이온스(1989년 ~ 1997년)
- 닛폰햄 파이터스(1998년 ~ 1999년)

TML
- 타이베이 성바오 타이양·타이베이 청타이 타이양(2000년 ~ 2001년)

국가 대표 경력
- 1988년 서울 올림픽 일본 국가대표

### 지도자 경력
- 타이베이 청타이 타이양 감독(2002년)
- 롯데 자이언츠 투수 코치(2003년)
- 세이부 라이온스·사이타마 세이부 라이온스 2군 투수 코치·트레이닝 코치(2004년 ~ 2009년)
- 사이타마 세이부 라이온스 1군 투수 코치(2011년, 2014년 ~ )

### 수상·타이틀 경력

#### 타이틀
NPB
- 최고 승률: 1회(1992년)

TML
- 최다승: 1회(2000년)
- 최우수 평균 자책점: 1회(2000년)

#### 수상
NPB
- MVP: 1회(1992년)
- 쇼리키 마쓰타로상: 1회(1992년)
- 사와무라 에이지상: 1회(1992년)
- 베스트 나인: 1회(1992년)
- 일본 시리즈 MVP: 1회(1992년)
- 월간 MVP: 3회(1992년 9월, 1994년 9월, 1995년 4월)
- 최우수 배터리상: 1회(1992년)[38]

TML
- 최우수 선수: 1회(2000년)

### 개인 기록
- 올스타전 출장: 3회(1990년, 1992년, 1995년)

### 등번호
- 11(1989년 ~ 1997년)
- 27(1998년 ~ 1999년)
- 77(2004년 ~ 2009년, 2014년 ~ )
- 88(2011년)

### 연도별 투수 성적
| 연 도      | 소 속      | 등 판 | 선 발 | 완 투 | 완 봉 | 무 4 구 | 승 리 | 패 전 | 세 이 브 | 홀 드 | 승 률 | 타 자 | 이 닝  | 피 안 타 | 피 홈 런 | 볼 넷 | 고 4 | 몸 맞 | 탈 삼 진 | 폭 투 | 보 크 | 실 점 | 자 책 점 | 평 자 책 | W H I P |
| ---------- | ---------- | ----- | ----- | ----- | ----- | ------- | ----- | ----- | -------- | ----- | ----- | ----- | ------ | -------- | -------- | ----- | ---- | ----- | -------- | ----- | ----- | ----- | -------- | -------- | ------- |
| 1989년     | 세이부     | 33    | 3     | 0     | 0     | 0       | 4     | 4     | 3        | --    | .500  | 302   | 68.2   | 85       | 6        | 21    | 4    | 3     | 39       | 0     | 0     | 33    | 33       | 4.33     | 1.54    |
| 1990년     | 세이부     | 23    | 17    | 6     | 2     | 0       | 8     | 6     | 0        | --    | .571  | 556   | 133.1  | 132      | 14       | 29    | 1    | 0     | 99       | 4     | 0     | 54    | 50       | 3.38     | 1.21    |
| 1991년     | 세이부     | 17    | 15    | 6     | 1     | 3       | 7     | 5     | 0        | --    | .583  | 426   | 110.1  | 81       | 15       | 23    | 0    | 0     | 68       | 1     | 1     | 41    | 40       | 3.26     | 0.94    |
| 1992년     | 세이부     | 27    | 19    | 8     | 3     | 3       | 15    | 3     | 3        | --    | .833  | 563   | 148.1  | 103      | 9        | 28    | 0    | 1     | 123      | 0     | 0     | 34    | 32       | 1.94     | 0.88    |
| 1993년     | 세이부     | 26    | 26    | 14    | 4     | 4       | 12    | 10    | 0        | --    | .545  | 766   | 191.2  | 173      | 25       | 28    | 4    | 3     | 144      | 3     | 0     | 69    | 68       | 3.19     | 1.05    |
| 1994년     | 세이부     | 27    | 15    | 4     | 1     | 1       | 6     | 6     | 4        | --    | .500  | 482   | 118.2  | 106      | 10       | 30    | 6    | 2     | 70       | 1     | 0     | 49    | 44       | 3.34     | 1.15    |
| 1995년     | 세이부     | 18    | 17    | 5     | 2     | 1       | 10    | 6     | 0        | --    | .625  | 466   | 115.1  | 95       | 9        | 28    | 1    | 0     | 82       | 0     | 0     | 38    | 35       | 2.73     | 1.07    |
| 1996년     | 세이부     | 5     | 4     | 0     | 0     | 0       | 0     | 1     | 0        | --    | .000  | 108   | 25.2   | 21       | 4        | 10    | 0    | 1     | 10       | 0     | 0     | 11    | 10       | 3.51     | 1.21    |
| 1997년     | 세이부     | 30    | 17    | 0     | 0     | 0       | 4     | 5     | 0        | --    | .444  | 471   | 109.2  | 109      | 8        | 41    | 1    | 2     | 72       | 1     | 0     | 51    | 42       | 3.45     | 1.37    |
| 1998년     | 닛폰햄     | 27    | 5     | 0     | 0     | 0       | 2     | 5     | 0        | --    | .286  | 211   | 46.1   | 56       | 9        | 17    | 2    | 3     | 35       | 0     | 2     | 35    | 32       | 6.22     | 1.58    |
| 1999년     | 닛폰햄     | 20    | 0     | 0     | 0     | 0       | 0     | 1     | 0        | --    | .000  | 115   | 25.0   | 34       | 3        | 7     | 1    | 2     | 13       | 0     | 0     | 19    | 16       | 5.76     | 1.64    |
| 통산: 11년 | 통산: 11년 | 253   | 138   | 43    | 13    | 12      | 68    | 52    | 10       | --    | .567  | 4466  | 1093.0 | 995      | 112      | 262   | 20   | 17    | 755      | 10    | 3     | 434   | 402      | 3.31     | 1.15    |

- 굵은 글씨는 시즌 최고 성적.